# Hans Blumenberg
Hans Blumenberg est un philosophe allemand (d'origine juive) né le 13 juillet 1920 et mort le 28 mars 1996.

## Biographie
Né à Lübeck en 1920 dans une famille catholique, mais d'origine juive par sa mère, Hans Blumenberg est victime des lois raciales de Nuremberg : après avoir interrompu ses études supérieures, il est contraint de devenir ouvrier, est arrêté en 1944 et envoyé en camp de concentration.
Après la guerre, il reprend ses études philosophiques à l'université de Hambourg, où il suit l'enseignement de Ludwig Landgrebe et obtient un doctorat de philosophie en 1947.  Après avoir obtenu une habilitation en 1950 à l'université de Kiel, il enseigne dans différentes universités, avant d'être nommé définitivement à l'université de Münster où, de 1970 à 1985, il effectue l'essentiel de sa carrière universitaire. Il y a côtoyé notamment le théologien Johann Baptist Metz.
Il meurt le 28 mars 1996 à Altenberge.
Sa connaissance érudite de la philosophie, en particulier de la philosophie médiévale, aussi bien que de l'histoire des sciences, de la littérature et de la patristique lui a permis d'écrire une œuvre originale, dans le souci de comprendre le rapport symbolique de l'homme à la réalité et les transformations profondes du monde moderne.

## Thématiques de son œuvre

### Sécularisation
Il est notamment connu pour avoir critiqué ce qu'il appelle le « théorème de la sécularisation », sa cible principale étant Carl Schmitt. Le dit théorème postule que les concepts prégnants de la théorie de l'État sont des concepts théologiques sécularisés. Blumenberg refuse ce théorème et montre que la modernité, loin d'être une version sécularisée, laïcisée, de la philosophie des Anciens, constitue une philosophie nouvelle, et légitime.

### Métaphorologie
Dans la Lisibilité du monde, Blumenberg interroge la métaphore de la lecture telle qu'elle fut appliquée à notre rapport au monde. Alors que les Grecs concevaient la possibilité d'un rapport au monde en termes d'immédiateté, les chrétiens, sous la houlette de saint Augustin, vont appliquer au monde la métaphorologie de la lecture. Un des buts était de couper court aux volontés gnostiques de condamner le monde comme mauvais et inintelligible.

## Publications
- 1960: Paradigmen zu einer Metaphorologie, Suhrkamp.
- 1965: Die kopernikanische Wende, Suhrkamp.
- 1966: Die Legitimität der Neuzeit, Suhrkamp (3e éd. 1997)
- 1975: Die Genesis der kopernikanischen Welt, Suhrkamp.
- 1979: Arbeit am Mythos, Suhrkamp.
- 1979: Die Lesbarkeit der Welt, Suhrkamp.
- 1979: Schiffbruch mit Zuschauer, Suhrkamp.
- 1981: Wirklichkeiten, in denen wir leben, Reclam.
- 1986: Lebenszeit und Weltzeit, Suhrkamp.
- 1987: Das Lachen der Thrakerin. Eine Urgeschichte der Theorie, Suhrkamp.
- 1987: Die Sorge geht über den Fluß, Suhrkamp
- 1989: Höhlenausgänge, Suhrkamp.
- 1993: Matthäuspassion, Suhrkamp.
- 1997: Die Vollzähligkeit der Sterne, Suhrkamp.
- 1997: Ein mögliches Selbstverständnis, Reclam.
- 1998: Begriffe in Geschichten, Suhrkamp.
- 1998: Gerade noch Klassiker. Glossen zu Fontane, Hanser, Munich.
- 1998: Lebensthemen, Reclam, Stuttgart.
- 1999: Goethe zum Beispiel, Insel.
- 2000: Die Verführbarkeit des Philosophen, Suhrkamp.
- 2001: Ästhetische und metaphorologische Schriften, Suhrkamp.
- 2001: Löwen, Suhrkamp.
- 2002: Vor allem Fontane. Glossen zu einem Klassiker, Insel, Francfort.
- 2002: Zu den Sachen und zurück, Suhrkamp, Francfort.
- 2006: Beschreibung des Menschen, Suhrkamp, Francfort.
- 2022: Die ontologische Distanz, Suhrkamp, Francfort.

### Traductions françaises
- Hans Blumenberg (trad. Olivier Mannoni), Le souci traverse le fleuve [« Sorge geht über den Fluss »], Paris, L'Arche, 1990, 222 p. (ISBN 978-2-85181-258-2, OCLC 23949108).
- Hans Blumenberg (trad. Laurent Cassagnau), Naufrage avec spectateur : paradigme d'une métaphore de l'existence [« Schiffbruch mit Zuschauer »], Paris, l'Arche, 1994, 114 p. (ISBN 978-2-85181-331-2, OCLC 31702533).
- La passion selon saint Matthieu, Paris, L'Arche, Paris, 1996.
- Le rire de la servante de Thrace : une histoire des origines de la théorie, trad. fr. L. Cassagnau, Paris, L'Arche, 2000.
- La légitimité des temps modernes, trad. fr. [à partir de la 2e éd.] Marc Sagnol, Jean-Louis Schlegel et D. Trierweiler, avec la collaboration de M. Dautrey, Paris, Gallimard.
- La raison du mythe, trad. fr. partielle de Wirklichkeitsbegriff und Wirkungspotential des Mythos, Paris, Gallimard, 2005.
- Paradigmes pour une métaphorologie, trad. fr. D. Gammelin, Paris, Vrin, 2006  (ISBN 2-7116-1863-3)
- La lisibilité du monde, Paris, Le Cerf, coll. Passages, 2007  (ISBN 2-204-08352-6)
- L'imitation de la nature et autres essais esthétiques, préface de Marc de Launay, traduction d'Isabelle Kalinowski et Marc de Launay, Paris, Hermann, collection « Le Bel Aujourd'hui », 2010.
- Description de l'homme, trad. de l'allemand et préface de Denis Trierweiler, Paris, Le Cerf, collection « Passages », 2011.
- Le Concept de réalité, trad. Jean-Louis Schlegel, Paris, Le Seuil, 2012.
- Lions, trad. Gérard Marino, Paris, Les Belles Lettres, 2014.
- Concepts en histoires, trad Marc de Launay, Paris, éditions de l'éclat, 2017
- Théorie de l’inconceptualité, trad Marc de Launay, Paris, éditions de l'éclat, 2017
- La vérité nue  (trad. Marc de Launay), Paris, Seuil, 2022